# 마르쿠스 바인치를
마르쿠스 바인치를(독일어: Markus Weinzierl, 1974년 12월 28일, ~ )는 독일의 전 축구 선수이자 현 축구 감독이다.